# 全完堂

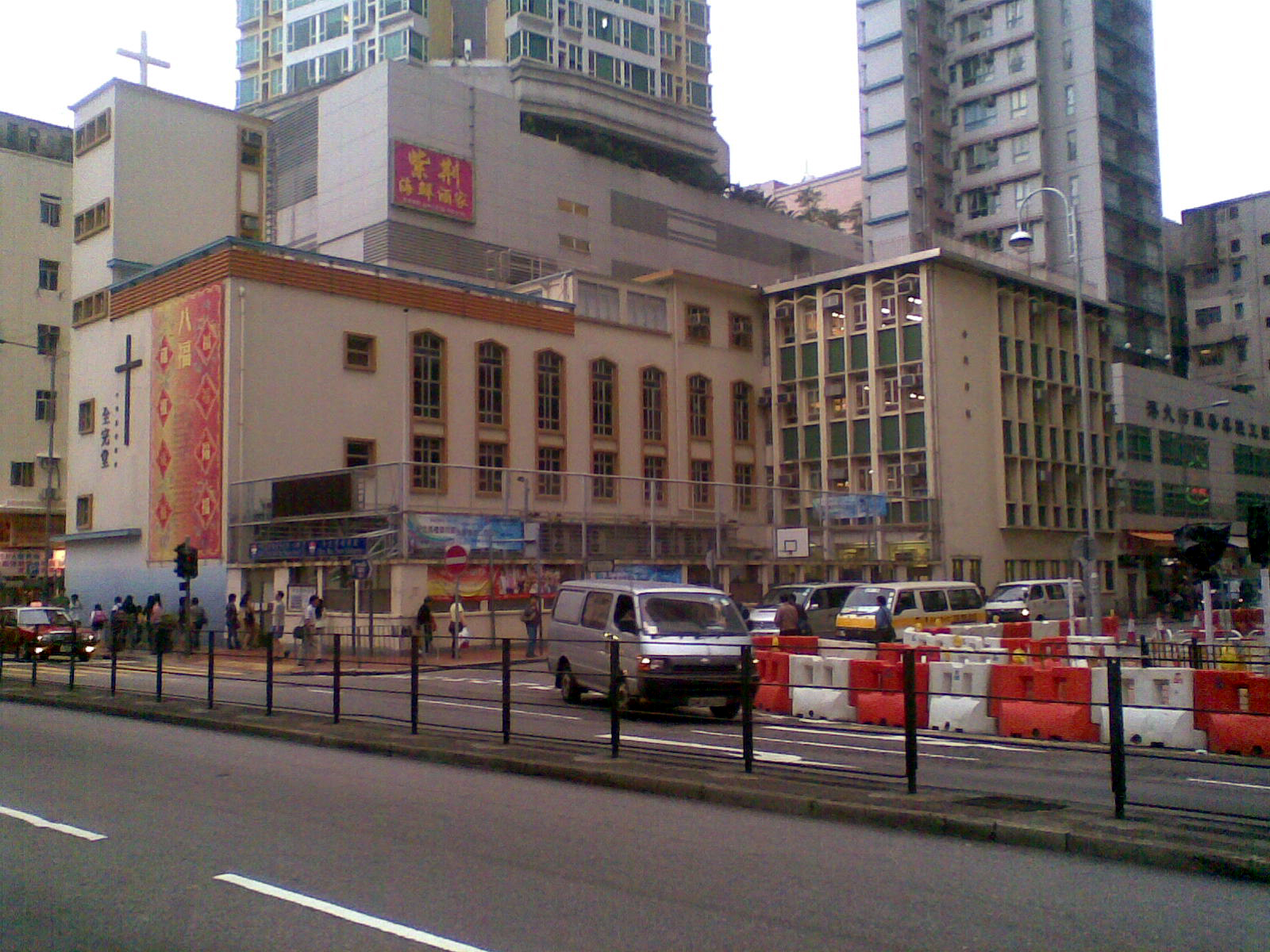
中華基督教會全完堂

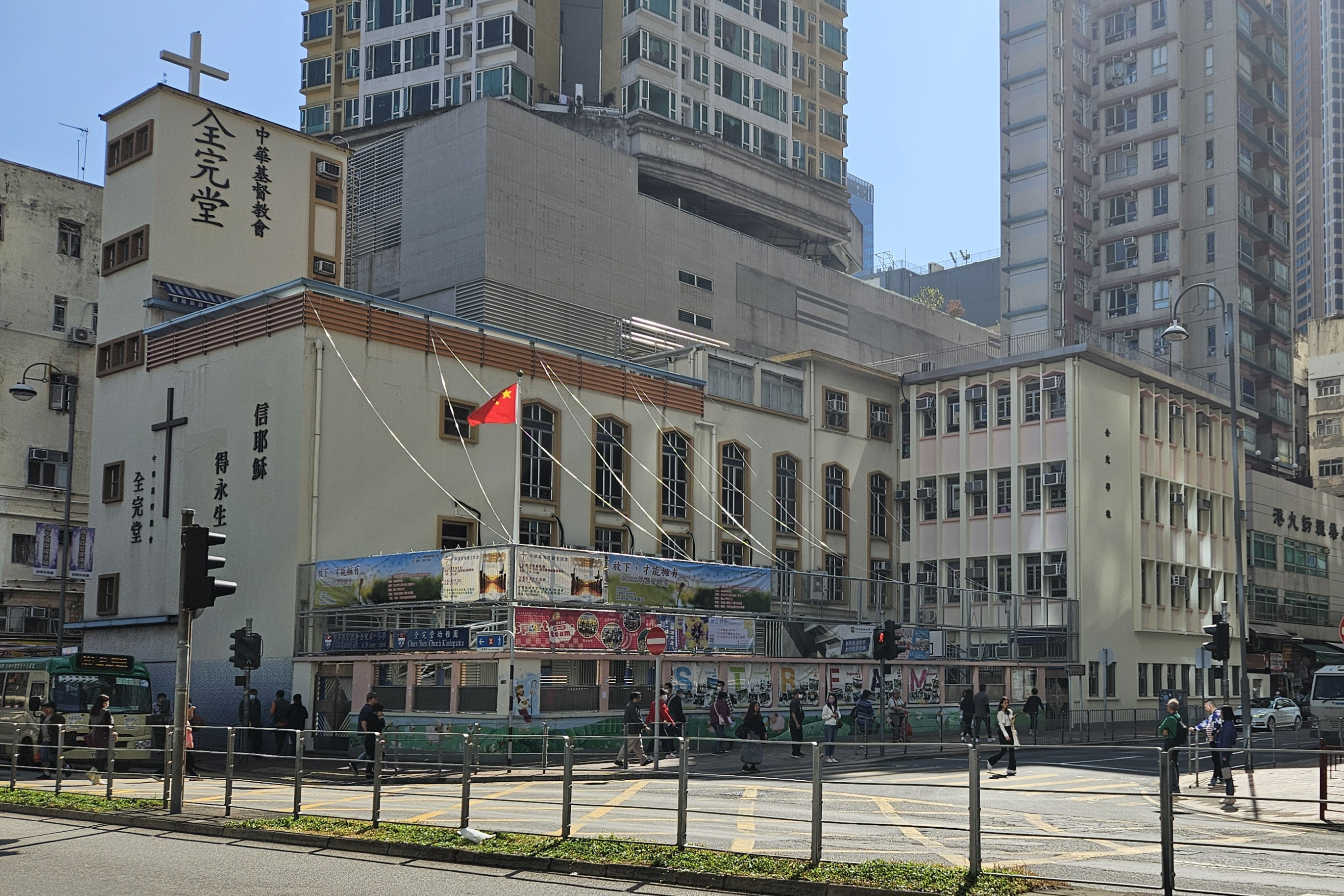
中華基督教會全完堂（2024年1月）

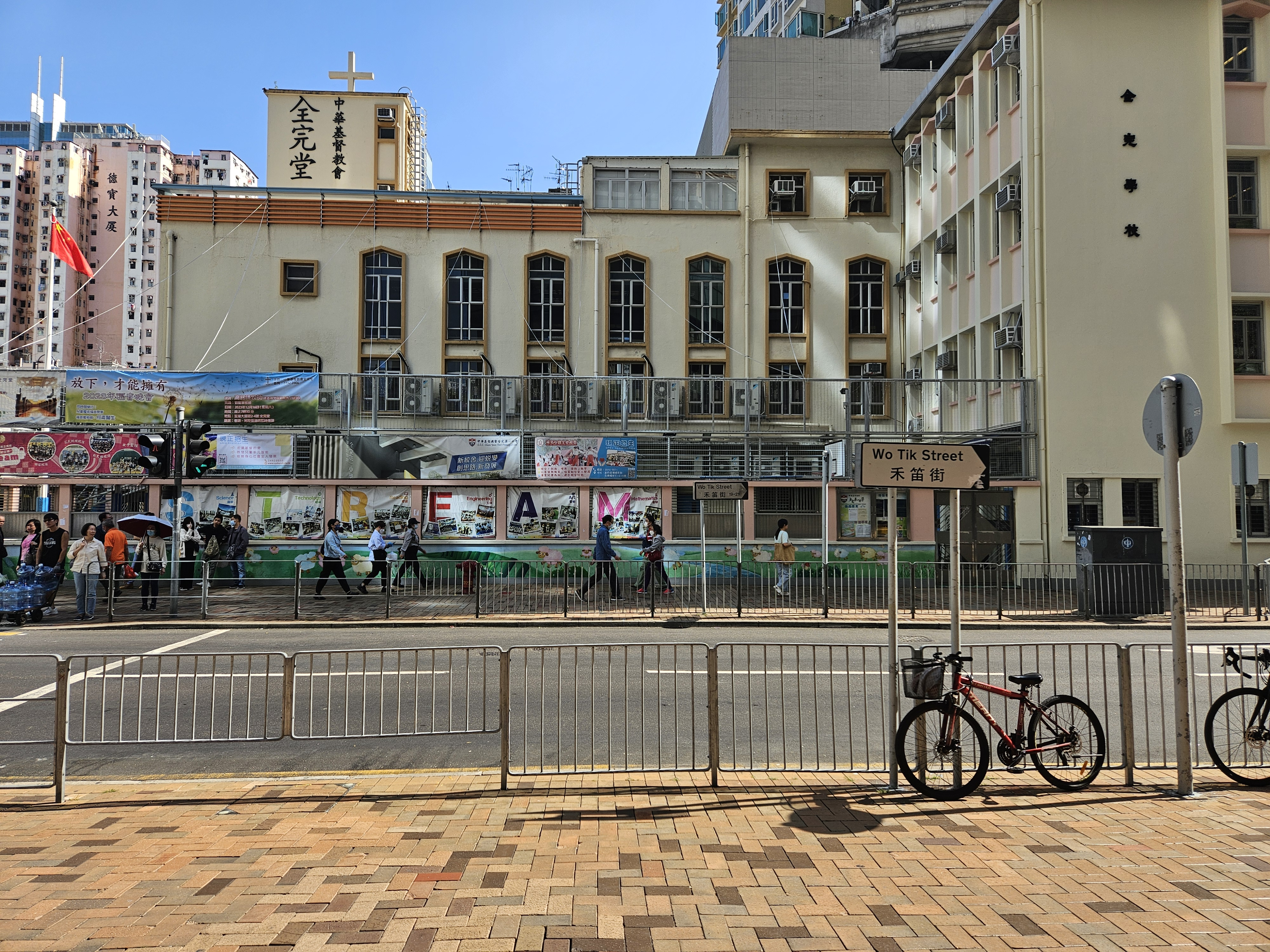
禾笛街望向中華基督教會全完堂

全完堂，全稱中華基督教會全完堂（英語：Chuen Yuen Church The Church of Christ in China），其位於荃灣大屋街2-4號。是二十世紀初由新界傳道會在荃灣開辦，亦是荃灣區最早的基督教教會。

## 發展歷史

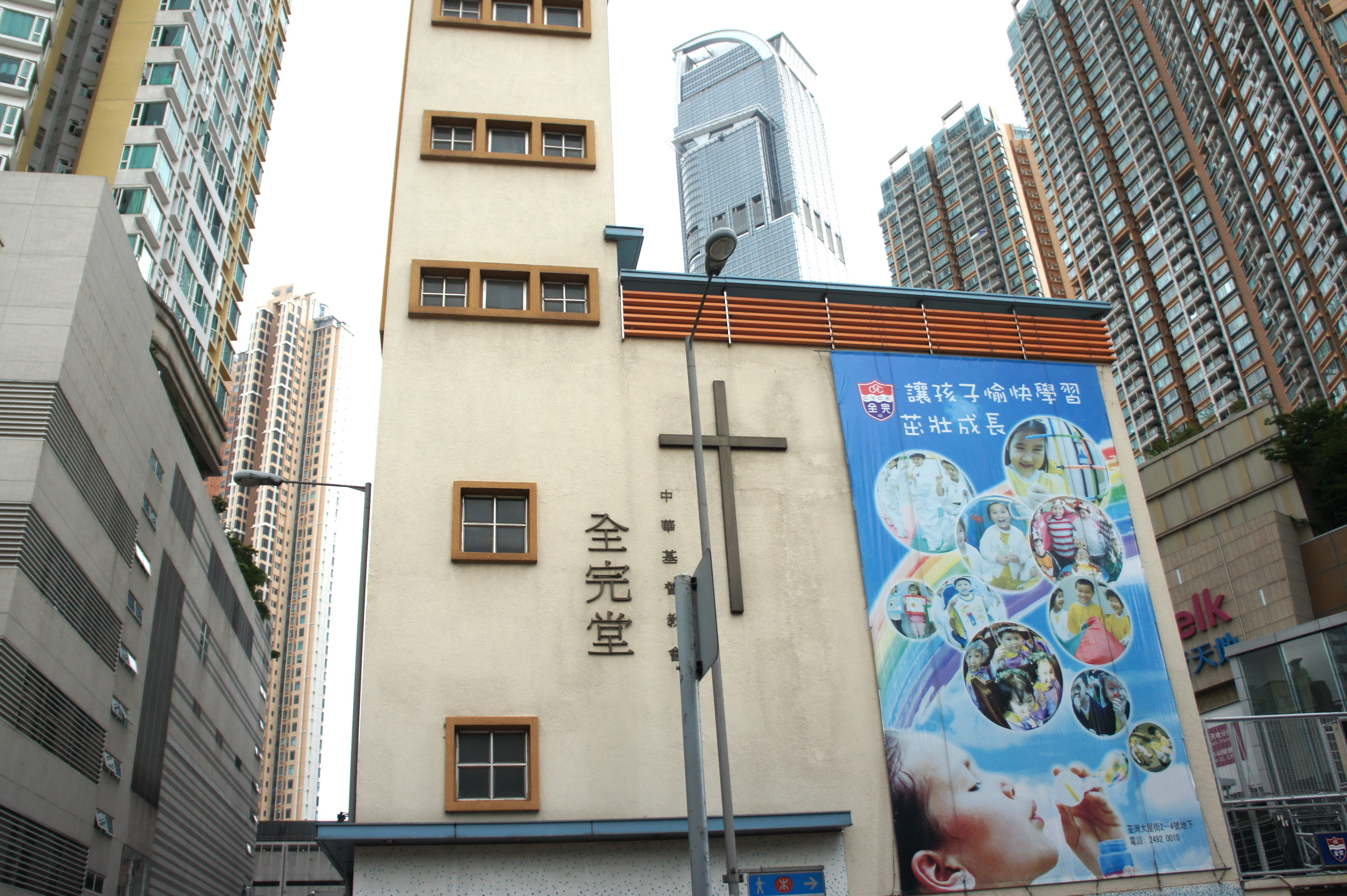
全完堂面向沙咀道的外貌

全完堂於1905年創立。在新界傳道會威禮士牧師的領導下，在荃灣舊街（今日之四陂坊）附近租用店舖成立佈道所，稱為荃灣福音堂，並委任梁炳輝為主任。
1914年，因教會舊街堂址不敷應用，在「榕樹頭」（地處今日之荃灣街市街）建造新堂，落成後命名為「全完堂」。由於當時荃灣地區盛產菠蘿，當時堂主任顧啟德開辦菠蘿大會，盈餘積存以作自養之用，教會於1937年自養。
1941年12月8日日軍佔領新界地區，將教會佔據為馬廄，亦燒燬教會的簿冊文件。至1942年2月方恢復主日崇拜。
1955年全完堂按立張志道為牧師，是全完堂首位自按的牧師。
1960年，荃灣街市街堂址為政府收回作發展新市鎮用途，教會又遷至大屋街現址，以迄於今。教會亦於1979年正式註冊成為宗教團體。
全完堂於1990年於青衣長安邨成立長安幼稚園，並於園內成立長安佈道所，長安佈道所亦於2002年遷入中華基督教會燕京書院聚會，改名為青衣全完堂。同年，全完堂亦於中華基督教會全完中學及中華基督教會全完第二小學開展福音工作，成立葵涌全完堂。

## 教育服務

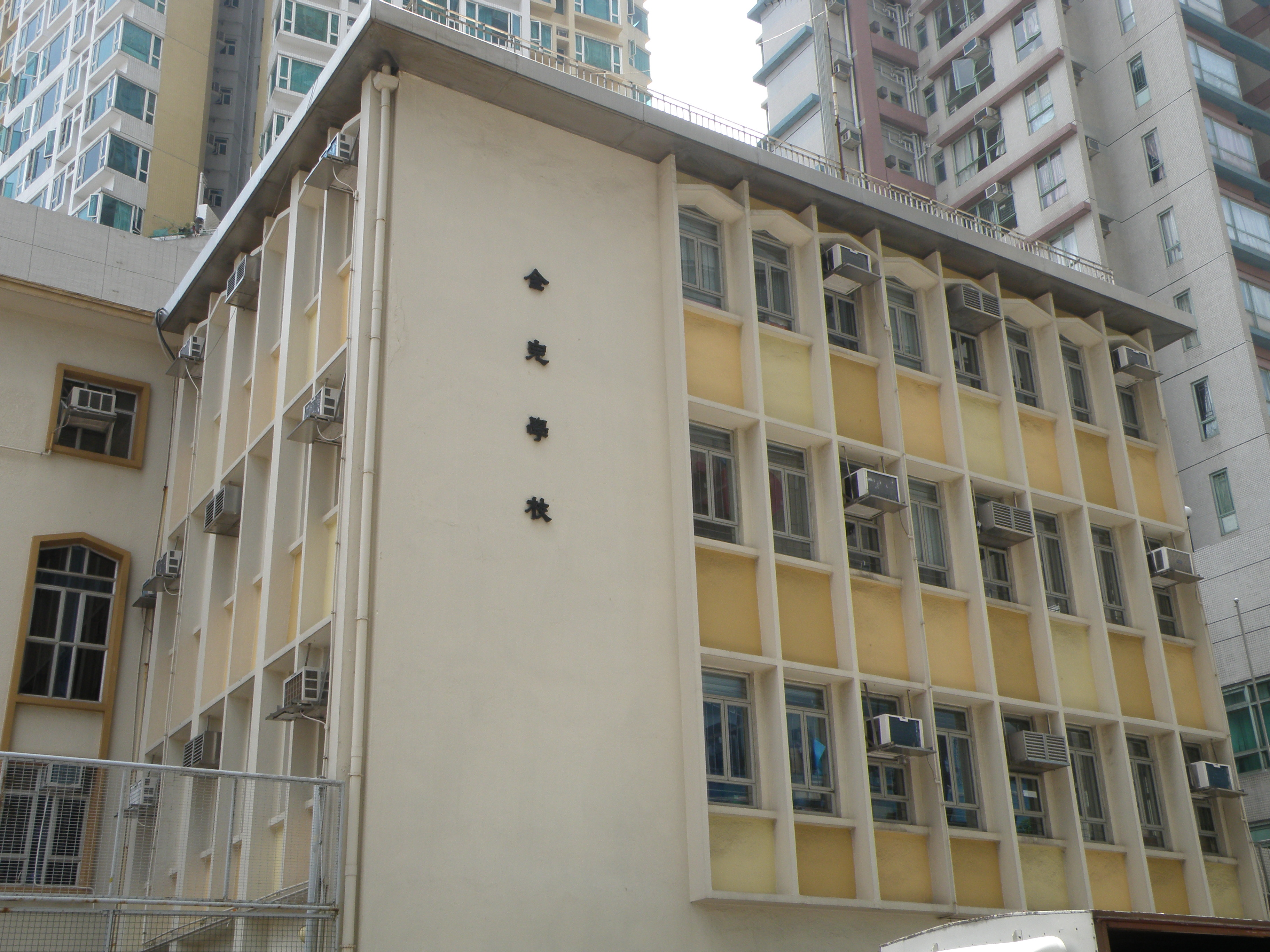
中華基督教會全完第一小學第二代校舍

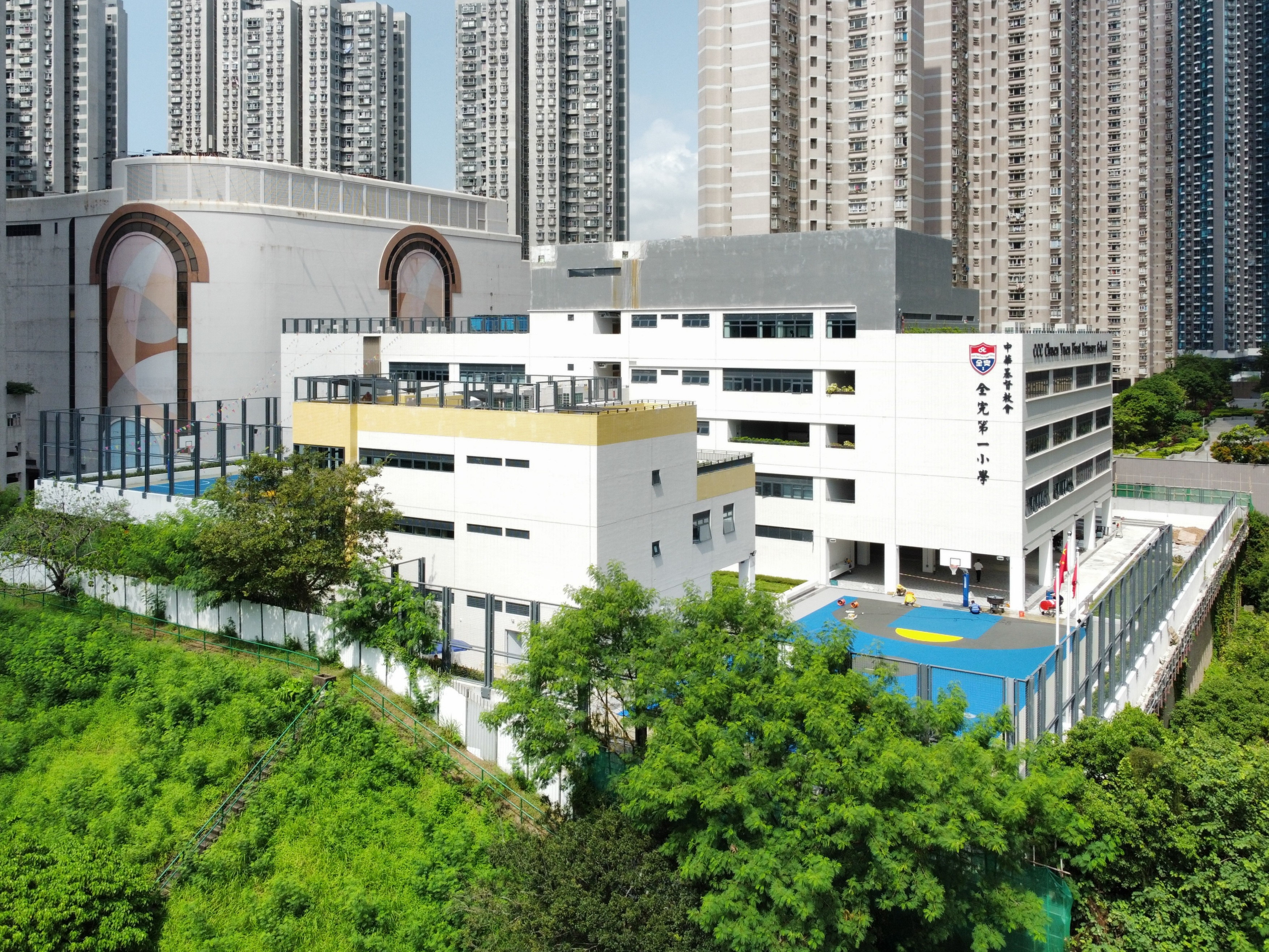
中華基督教會全完第一小學現時校舍（2024年9月）

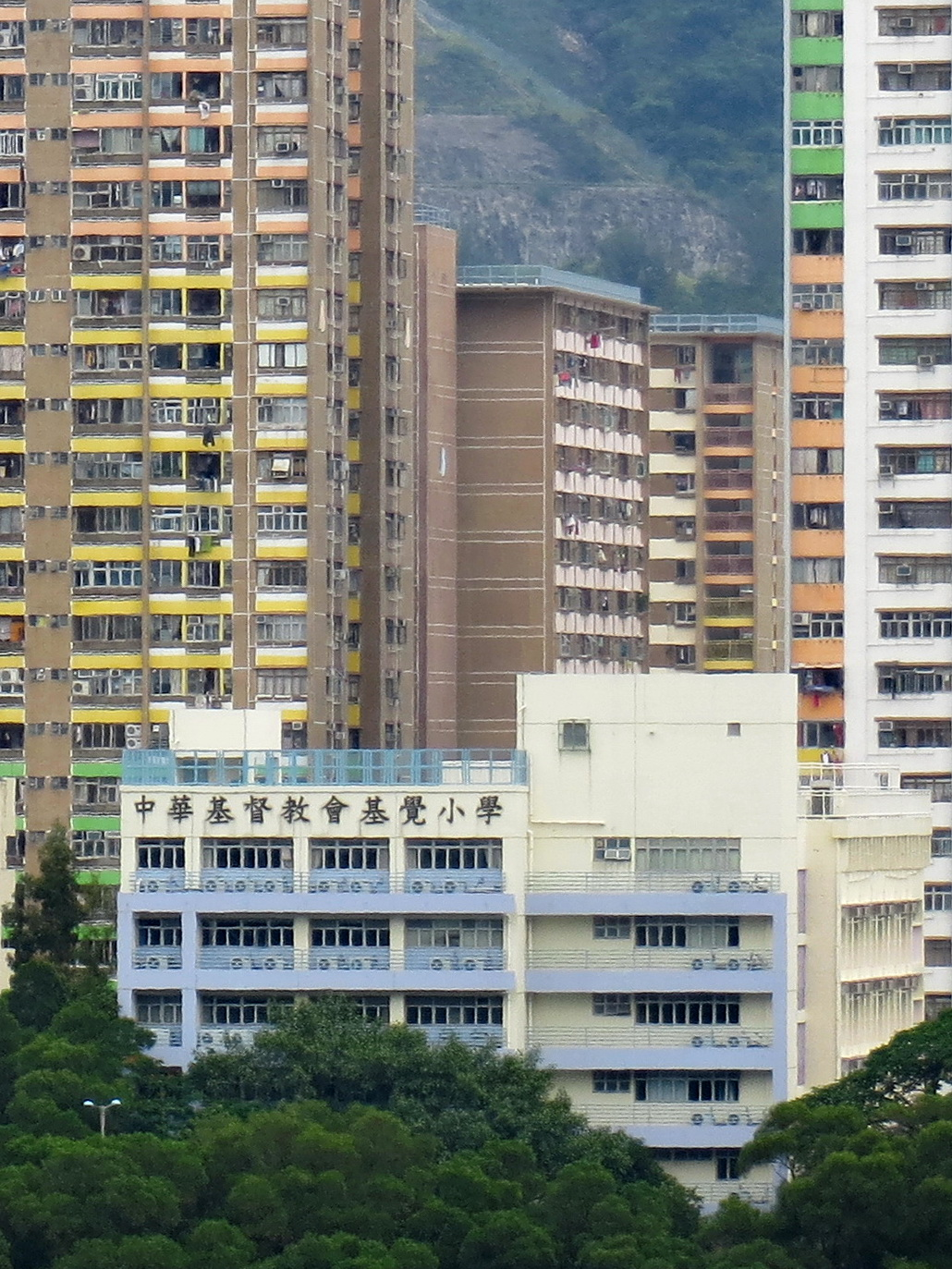
已停辦的中華基督教會基覺小學第二代校舍，當時校名尚未摘取（2012年9月）

首任堂主任梁炳輝之夫人陳慕貞又於1905年在教會開辦女子識字班，命名為「全完書室」，為荃灣婦女提供教育機會。其後學生人數不斷增加，識字班於1914年遷往荃灣街市街，建立新堂，並將後識字班擴充，易名為「全完女校」，後來又兼收男生，學校於1924年獲政府批准津貼。日治期間停辦，1945年香港重光，恢復辦理學校，至1955年改稱「全完學校」，並由中華基督教會香港區會直接管理，即中華基督教會全完第一小學之前身。及後，「全完學校」亦額外增設兩間分校，但第二間分校已於2009年停辦。
另外，全完堂曾開辦多間幼稚園，於1964年開辦全完堂幼稚園，之後開辦的幼稚園分別有全完堂福幼幼稚園（1968年-1988年）、全完堂石籬幼稚園（1971年-1985年）、全完堂長安幼稚園（1989年-2003年）。由於香港的生育率不繼下降，部分幼稚園已經結束。

## 墓園

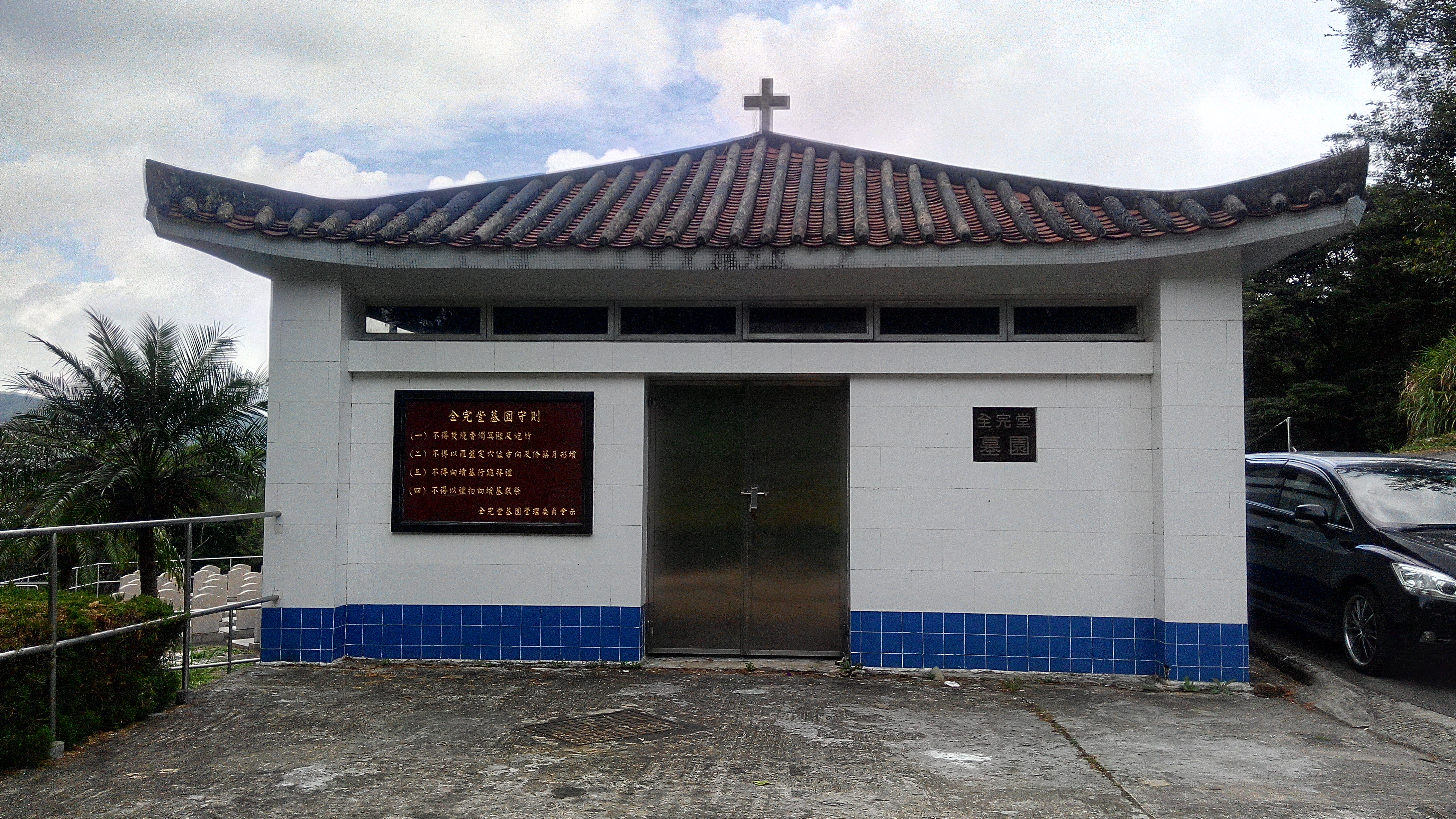
川龍全完堂墳場紀念亭

1912年，威禮士牧師協助教會向英國理藩院申請專用墳場，以解決當時的教徒的安葬需要。1915年得批獲馬閃排一帶約一萬平方呎土地（荃灣站現址附近）作專用墳場。1976年政府收回馬閃排興建地下鐵路，建議以換地及補償形式收回墳場，得川龍響石約二萬平方呎的土地，成為現時的川龍全完堂墳場。

## 荃灣合一社會服務中心
1973年6月，聯同天主教葛達二聖堂、聖公會荊冕堂、荃灣信義會天恩堂、救世軍隊及葵涌新區循道衛理聯合教會亞斯理堂共六家服務荃灣城區及西葵涌徙置新區的天主教基督教組織，於大窩口徙置大廈第9座（現已拆卸重建）地下合辦荃灣合一社會服務中心。開辦中心目的除了體現合一外，亦期望以社會服務為居民爭取權益，後來中心因為大窩口重建而遷到亞斯理堂（即今葵涌邨亞斯理社區中心),以及石圍角邨石荷樓三樓平台。到了九十年代，荃灣社區不斷重建，在荃灣德仁、卓明樓天台屋抗爭等事件中，由於居民不滿家園被毀，攜帶包括用作道具的石油氣和煮食用具，到屋宇署位於美利大廈外的花園道抗議，反對政府在沒有任何政策下，清拆天台屋。由於荃灣合一的前線社工與執委會在協助居民爭取的策略上出現意見分歧，執委會其後自行制定三條員工工作手則，機構員工遂成立職工會跟進事件。由於執委會單方面解僱六名到執委會表達意見的社工，引起機構員工及服務對象強烈不滿，引發兩個多月的工潮，執委會於1997年1月13日作出決議，以員工參與反對公屋富戶政策、荃灣及金輪大廈天台清拆等行動引起對機構宗旨、社會行動手法、專業操守等分歧為由，正式停辦中心，員工反駁執委會抹黑員工，指出「以公民抗命形式改善惡法，並無偏離社工原則，反而與受壓迫對象共同爭取尊嚴，是堅守以受助者為中心的社工守則。
事件後，部份合一的前社工，居民及關注人士，其後成立「基層發展中心」，合資租用荃灣沙咀道眾安大廈一單位，繼續協助社區人士爭取權益，當中包括「老人權益中心」、「捍衛基層住屋權益聯盟」等組織。

## 教會命名
關於全完堂之命名，有兩個不同的說法：
1. 據說最初有人建議用「完全堂」之名，是根據聖經新約馬太福音第五章四十八節「你們要完全」一句。但後來有人認為教會於全灣成立（「荃」灣本名「全」灣，1937年的地圖已改為「荃灣」），應以「全」字冠首，故捨「完全」而取「全完」。
2. 另一說法，是當時教會信徒大都是當地的客家原居民，而客家語「全完」與「全灣」的音十分相近，故教會決定選用「全完」為新堂命名。

## 歷任主任/主任牧師
| 主任                                             | 到任日期 |                                                                              |
| ------------------------------------------------ | -------- | ---------------------------------------------------------------------------- |
| 梁炳輝                                           | 1905年   |                                                                              |
| 鄧達生                                           | 1911年   |                                                                              |
| 顧啟德                                           | 1912年   |                                                                              |
| 廖祖勝                                           | 1917年   |                                                                              |
| 練日青                                           | 1918年   |                                                                              |
| 張廷復                                           | 1918年   |                                                                              |
| 曾昭復                                           | 1918年   |                                                                              |
| 馮福堂                                           | 1919年   |                                                                              |
| 袁英俠                                           | 1923年   |                                                                              |
| 以上時期由威禮士 牧師巡牧主理聖禮。              |          |                                                                              |
| 謝習興                                           | 1924年   |                                                                              |
| 凌善昌                                           | 1928年   | 生於1869年，畢業於李朗神學院，曾赴夏威夷檀香山經商，凌啟蓮之次子、凌善元之弟 |
| 溫少蓮 牧師                                      | 1931年   |                                                                              |
| 溫克恭 牧師                                      | 1935年   |                                                                              |
| 袁貴安 牧師                                      | 1937年   |                                                                              |
| 1941年香港淪陷，教會停頓約一年，期間由教友自治。 |          |                                                                              |
| 梁適岸                                           | 1942年   |                                                                              |
| 張志道 牧師                                      | 1946年   | 張志道牧師於1955年9月3日按立                                                 |
| 高而禮 牧師                                      | 1962年   | 高而禮牧師於1962年9月2日按立                                                 |
| 佘汝琮                                           | 1964年   | 1964年6月至1995年5月任代主任                                                 |
| 高元 牧師                                        | 1965年   |                                                                              |
| 翁添智 牧師                                      | 1967年   | 1967年9月至1969年3月任代主任                                                 |
| 余英獄 牧師                                      | 1975年   | 余英獄牧師於1975年10月18日按立                                               |
| 吳振智 牧師                                      | 1983年   | 吳振智牧師於1983年10月15日按立                                               |
| 高元 牧師                                        | 1989年   | 1983年3月至6月任代主任                                                       |
| 翁傳鏗 牧師                                      | 1989年   | 1983年7月至12月任代主任，1990年1月起任主任。                                 |
| 李興邦 牧師                                      | 1995年   | 1995年9月至1996年7月任署理主任                                               |
| 蒲錦昌 牧師                                      | 2004年   |                                                                              |
| 馬慧儀 牧師                                      | 2009年   |                                                                              |
| 張敏儀 牧師                                      | 2012年   |                                                                              |

## 參閱
青衣全完堂

### 文獻
- 全完堂百周年堂慶紀念特刊 1905-2005 香港嶺南大學藏書[]
- 全完堂簡介
- 基督教文藝出版-從中華基督教會香港區會在港辦學四十年(1957-1997)以印證宗教的社會功能
- 區區有睇頭系列 荃灣家園夢碎史
- 解散之後 : 荃灣合一社會服務中心解散事件回顧 香港嶺南大學藏書

### 註腳
1. ↑  . 凌氏宗親網. 2012-01-26  [2012-11-09]. （原始内容存档于2013-01-02）.

## 外部連結
- 中華基督教會全完堂（页面存档备份，存于）
- 中華基督教會青衣全完堂（页面存档备份，存于）
- 中華基督教會葵涌全完堂（页面存档备份，存于）